# Дуніліт
Дуніліт — торгова назва форстериту з родовища на Пагорбах Катукубура (Колонне, Ембіліпія, округ Ратнапура, провінція Сабарагамува, Шрі-Ланка), який має відносно високий вміст фаяліту.

## Загальний опис
Дуніліт довго помилково вважали зеленим перидотом, був ідентифікований у 2000 році як новий різновид дорогоцінних каменів із групи олівінів. Це орторомбічний силікат магнію, заліза, марганцю. Хоча рентгенівська дифракційна картина показує, що міжрядковий інтервал схожий на перидот. Ці інтервали, однак, не збігаються з інтервалами для перидоту (д-р Мері Л. Джонсон, GIA, 8 липня 1998 р.).
Відкритий Дунілом Палітою Гунасекера (FGA) — президент Crystals Gallery — Gem Lab, 28, Batugedara, Ratnapura, Sri Lanka.
Колір дуніліту змінюється від світло-зеленувато-жовтого до коричнево-зеленого, глибина кольору пов'язана з вмістом заліза. Дуніліт не такий твердий, як кварц, і тому не є одним із найміцніших дорогоцінних каменів. Однак він не має розколів і не створює проблем для гранильного інструменту.
Грановані камені мають світло-зеленувато-жовтий колір, що нагадує жовтий хризоберил або сингаліт. Звичайний діапазон розмірів — від 0,05 до 1 карата. Крихітні огранені дуніліти вирізані з грубих прозорих кристалів. Найбільший агрегатний кристал дуніліту олівіну важить 4,485, а кристал гомбленда фероеденіту — 4,735, зараз виставлені в Музеї природичої історії, округ Лос-Анджелес, 900 Exposition Boulevard, Лос-Анджелес, Каліфорнія 9007, США.

## Фізичні та хімічні дані
Формула: (Mg, Fe, Mn)2SiO4
на основі 4 аніонів: CaO: 0,09, MgO: 38,87, MnO: 0,31, FeO: 21,69, SiO2: 37,61. Всього 98,57 мас.%
Група: Олівін
Кристалічна система: ромбічна
Місцезнаходження: вершина гори Катукубура, Колонне, Шрі-Ланка
Зовнішній вигляд і фізичні властивості: табличні кристали у формі прямокутника. Колір: сіро-зелений. Кристали від дуже маленького до великого розміру.
Форма: призматична з шестигранними ромбічними кристалічними гранями на куті. Не спостерігається в інших кристалах олівіну.
Флуоресценція: немає
Твердість: 6,5
Злам: Нерівний
Прозорість: від прозорого до напівпрозорого
Спайність: немає
Питома вага: 3,48